# (474006) 2016 FH41
(474006) 2016 FH41 es un asteroide perteneciente al cinturón de asteroides, descubierto el 10 de abril de 2005 por el equipo del Spacewatch desde el Observatorio Nacional de Kitt Peak, Arizona, Estados Unidos.

## Designación y nombre
Designado provisionalmente como 2016 FH41.

## Características orbitales
2016 FH41 está situado a una distancia media del Sol de 3,055 ua, pudiendo alejarse hasta 3,302 ua y acercarse hasta 2,808 ua. Su excentricidad es 0,080 y la inclinación orbital 9,421 grados. Emplea 1950 días en completar una órbita alrededor del Sol.

## Características físicas
La magnitud absoluta de 2016 FH41 es 15,752.